# Sholem Schwartzbard

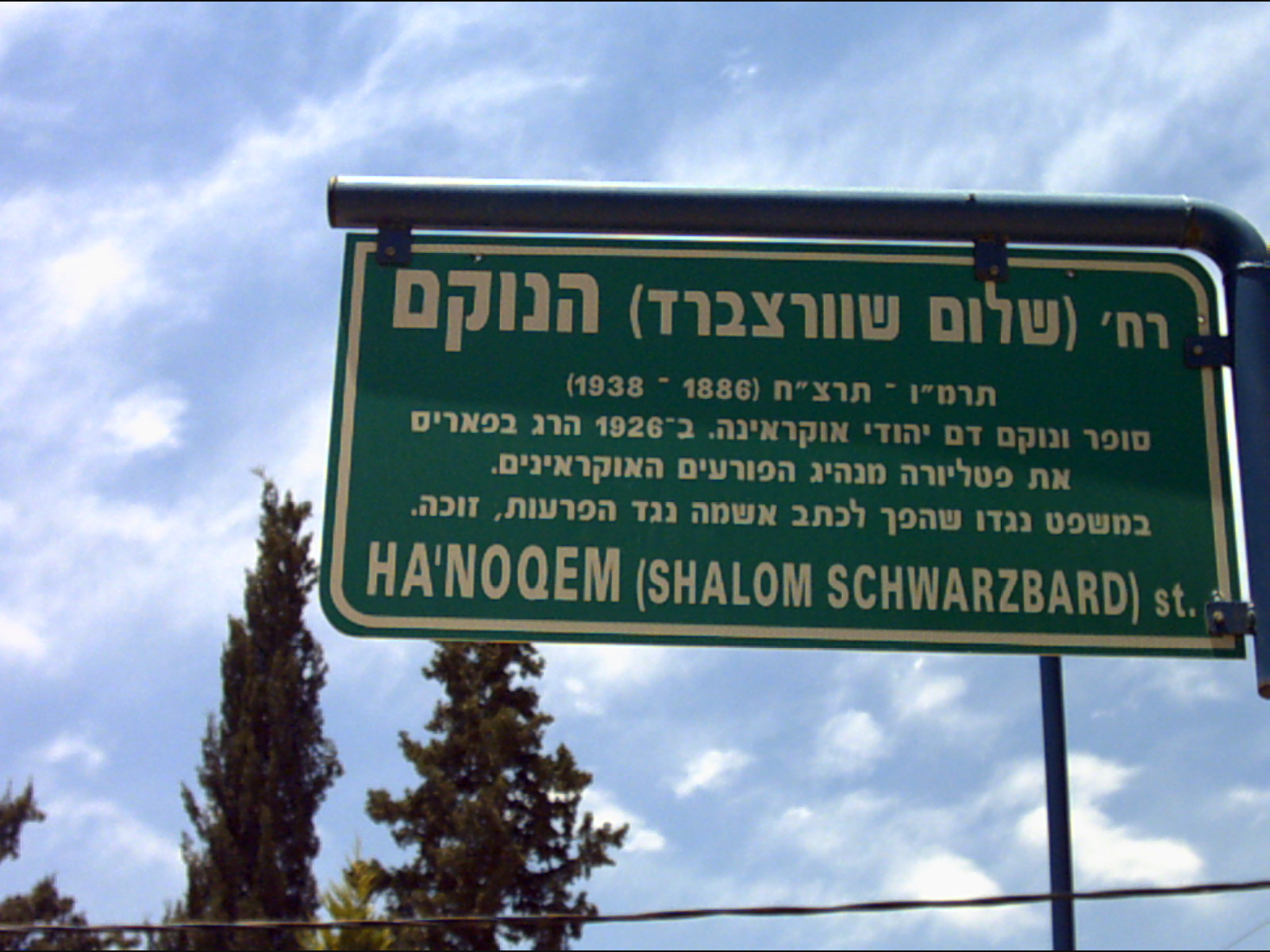
Reḥov Hanoqem (Rue du Vengeur) à Beer-Sheva, en Israël, rendant hommage à Sholem Schwarzbard.

Sholem Samuel Schwarzbard, né le 18 août 1886 à Izmaïl (Bessarabie) et mort le 3 mars 1938 en Afrique du Sud, est un militant révolutionnaire libertaire, à l'origine sujet russe, naturalisé français en 1925, particulièrement connu pour avoir assassiné le leader nationaliste ukrainien Simon Petlioura à Paris en 1926, à cause des pogroms dont il le jugeait responsable.
Écrivain, il a aussi laissé une œuvre poétique en yiddish, composée après son acquittement en 1927.

## Biographie

### Origines familiales
Sholem Schwarzbard est issu d'une famille juive installée en Bessarabie, alors province de l'Empire russe. Ses parents Isaac Baruh Schwarzbard et Olga Weinberger partent ensuite à Smolensk où naît son frère Samuel en 1888 puis la famille repart à Balta où il passe son enfance.
Sholem Schwarzbard et son épouse Hanna Render étaient de la famille de John Zalane par son Grand-père Zaslavsky Iskhok. Dans les années 1920, le frère de Sholem Schwarzbard, Samuel, vécut quelque temps au no 92 de la rue des Tanneurs à Bruxelles (Belgique) chez les Zaslavsky-Frysz avec son épouse Yvonne Chapuis, sa sœur Georgette et sa fille Cécile (voir réf Yivo Folder Family).
En 1900, il devient apprenti horloger sous la conduite d'Israel Dreck. Au cours de cette période, il rejoint un groupe communiste juif relié au journal de Lénine, l'Iskra.

### Le militant révolutionnaire
Schwarzbard prend part à la révolution russe de 1905. Il participe aussi à l'auto-défense des Juifs de Balta, ce qui lui vaudra trois mois de prison. Il quitte la Bessarabie en 1906 pour Chernivtsi, Lviv puis arrive à Vienne.
En 1909, il prend part aux côtés d'anarchistes au braquage d'une banque à Vienne. Arrêté, il est condamné aux travaux forcés, mais s'évade après quatre mois de détention et prend part à un autre braquage, dans un restaurant de Budapest. Arrêté, il est expulsé de l'Empire austro-hongrois et arrive en France en 1910, à l'âge de 24 ans ; il travaille ensuite comme horloger.

### La Première Guerre mondiale
Il s'engage dans la Légion étrangère, ainsi que son frère, le 24 août 1914, peu après le début de la Première Guerre mondiale. Au sein du 363e régiment d'infanterie, il est blessé et décoré à ce titre de la Croix de guerre. Il participe à la bataille de Carency, en Artois, et est de nouveau blessé lors d'une patrouille, par un souffle de grenade (mars 1916). Il est démobilisé en août 1917.

### Le retour en Russie (1917-1920)
Le mois suivant, il repart en Russie avec sa femme. Sur le navire français Melbourne, il est arrêté pour agitation communiste et livré aux autorités russes d'Arkhangelsk.
Il parvient ensuite à gagner Pétrograd, où il sert dans la Garde rouge puis dans un bataillon spécial de la Tchéka envoyé en Ukraine.
En 1919, Schwarzbard est responsable d'une brigade spéciale de cavalerie juive avec 90 hommes dans le sud de l'Ukraine sous les ordres de Grigori Kotovski (RIAU), un commandant et leader communiste. Durant la guerre civile russe, Schwarzbard perd 15 membres de sa famille dans des pogroms tandis que son frère est arrêté en France pour agitation communiste.

### Le retour en France
En 1920, déçu par le comportement de ses camarades révolutionnaires dans la guerre civile, il retourne à Paris et reprend ses activités d'horloger boulevard de Ménilmontant. Il devient par ailleurs un membre actif du mouvement ouvrier français et juif. Plus tard, il rejoint un groupe d'anarchistes et fait la connaissance de militants qui avaient émigré de Russie et d'Ukraine, tels Voline, Alexander Berkman, Emma Goldman ou encore Piotr Archinov et son disciple Nestor Makhno. Schwartzbard devient aussi membre de l'Union des citoyens ukrainiens. Il obtient la nationalité française en 1925.

### L'affaire Petlioura (1926-1927)
Ayant appris que le dirigeant socialiste et indépendantiste ukrainien Simon Petlioura, dont les troupes s'étaient rendues coupables de nombreux pogroms pendant la guerre civile, vivait à Paris, il l'assassina le 25 mai 1926 rue Racine, à proximité du boulevard Saint-Michel,. Dans ses mémoires (El eco de los pasos, p. 89-90, Édition Ruedo ibérico, 1978) l'anarchiste espagnol Garcia Oliver indique que son groupe d'exilés lui fournit l'arme qui servit à tuer le dirigeant ukrainien que l'assassin croyait antisémite.
Sholem Schwartzbard est défendu par l'avocat Henry Torrès. Le procès est suivi par le journaliste Bernard Lecache, qui créa pour soutenir l'accusé la Ligue contre les pogroms, à laquelle adhèrent plusieurs personnalités, dont Albert Einstein. La Ligue contre les pogroms devint la LICA, puis la LICRA. À l'issue de son procès, qui commence le 18 octobre 1927, Sholem Schwartzbard est déclaré non coupable par le jury populaire, bien qu'il ait clairement revendiqué l'assassinat de Petlioura.
Au cours du procès, les services spéciaux allemands informent leurs confrères français que Sholem Schwartzbard aurait assassiné Petlioura sur ordre de Galip, un émissaire de l'Union des citoyens ukrainiens, Galip ayant lui-même reçu ses ordres de Christian Rakovsky, un ancien Premier ministre de la RSS d'Ukraine. L'acte enfin, aurait été appuyé par Mikhaïl Volodine, un agent du Guépéou arrivé en France le 8 août 1925. Selon l'ancien directeur de la CIA, Allen Dulles, Sholem Schwartzbard était un agent au service des Soviétiques.

### Après le procès
Sholem Schwartzbard consacre le reste de sa vie à la poésie (Troymen un Virklikhkayt (Rêves et réalités), 1920 ; In Krig - Mit Zikh Aleyn (À la guerre - avec soi-même), 1933 ; et à son autobiographie, In’m Loyf Fun Yorn (Au fil des ans, 1934) ; toutes ses œuvres sont rédigées en yiddish).
Après s'être vu refuser l'entrée en Palestine mandataire par les autorités britanniques, il se rend en Afrique du Sud, où il décède d'une crise cardiaque le 3 mars 1938, un mois après son arrivée.
Un peu moins de trente ans plus tard, sa dépouille sera transférée en Israël pour y être ensevelie.
Michel Herman, un de ses descendants, a rassemblé et traduit une partie de ses mémoires. Ils sont publiés sous le titre Mémoires d'un anarchiste juif (Syllepse, 2010, collection « Yiddishland »).

### Notices
- Dictionnaire biographique du mouvement ouvrier français, « Le Maitron » : notice biographique.
- Dictionnaire international des militants anarchistes : notice biographique.
- L'Éphéméride anarchiste : notice biographique.
- Centre International de Recherches sur l'Anarchisme (Lausanne) : notice bibliographique.

### Documentaires
- « L'affaire Schwartzbard » le 28 février 1958 dans En votre âme et conscience sur RTF Télévision.
- Fait l'objet en 2017 d'un court documentaire, intitulé L'Affaire Schwartzbard : anarchisme et antisémitisme dans le coffret DVD Ni Dieu ni maître, une histoire de l'anarchisme de Tancrède Ramonet (disponible sur YouTube)